# Oláh Pál (állatorvos)
Oláh Pál (Makó, 1921. június 10. – Budapest, 1969. május 16.) állatorvos, mikrobiológus.

## Életpályája
Az állatorvosi oklevelet 1946-ban szerezte meg, majd tanult a Szovjetunióban is. 1949-től a Földművelésügyi Minisztérium munkatársa lett. 1950-től Phylaxia Oltóanyagtermelő Intézetben végzett jelentős kutatómunkát. 1962-1967 között Kubában megszervezte és irányította az oltóanyag termelést.
Kutatási területe a háziállatok okozta fertőző betegségek voltak. Többször is publikált szakmai folyóiratokban.